# Tang gou
Tang gou (唐狗 (kinesiska)) är en hundras från Kina. Rasen räknas till de asiatiska spetsarna och har traditionellt använts som vakthund i södra Kina. Den har fått sitt namn från Tangdynastin. I början av 2000-00-talet bildades en rasklubb i Hongkong. Rasen är nationellt erkänd av China Kennel Union (CKU).